# Farmington, Quận La Crosse, Wisconsin
Farmington là một thị trấn thuộc quận La Crosse, tiểu bang Wisconsin, Hoa Kỳ. Năm 2010, dân số của thị trấn này là 1.965 người.